# Egon Östlund
Egon Gustaf Östlund, född 20 juli 1889 i Gävle, död 15 juni 1952 i Borås, var en svensk maskingenjör, konstsamlare, amatörmålare och mentor åt Halmstadgruppen. 
Han var son till skräddarmästaren Gustaf Östlund  och Karin Eklund och gift 1917–1929 med Karin Lindberg och därefter med Karin Svensson. Östlund arbetade som ingenjör i Motala 1914 då han genom sitt eget amatörmålande kom i kontakt med Gösta Adrian-Nilsson, GAN. Han fängslades starkt av GAN:s radiala konstteorier och hans eget dåvarande nätta impressionistiska landskapsmåleri ändrade helt karaktär och blev starkt GAN-påverkat. Han flyttade till Halmstad 1916 och medverkade under sin tid i Halmstad i en samlingsutställning 1919. I samband med utställningen gjorde han bekantskap med bröderna Axel och Erik Olson samt deras kusin Waldemar Lorentzon. Genom Östlund sammanfördes dessa tre målare med GAN under sommaren 1919 och det blev startpunkten för Halmstadsgruppen som bildades 1929 efter en idé och understödjande av Östlund. Under 1920-talet slutade han nästan helt att själv måla för att istället bli en av de drivande krafterna i Halmstads konstliv med utställningsverksamhet och propåer till Halmstad stad att köpa in konst av lokala förmågor samt bildandet av Hallands konstnärsförbund 1932. Han flyttade till Borås 1947 men var fortfarande i nära kontakt med Halmstadsgruppen och framträdde i praktiken ofta som gruppens ledare och organisatör av gruppens utställningar. Stellan Mörner avbildade Östlund med en luta på en oljemålning 1936 som senare hängdes på restaurang Norre Kavaljeren i Halmstad. Östlund hade en ansenlig privat konstsamling av GAN och övriga medlemmar av Halmstadgruppen. Han är begravd på Gamla kyrkogården i Gävle.